# Toddalia asiatica
Toddalia asiatica là một loài thực vật có hoa trong họ Cửu lý hương. Loài này được (L.) Lam. miêu tả khoa học đầu tiên năm 1797.

## Hình ảnh

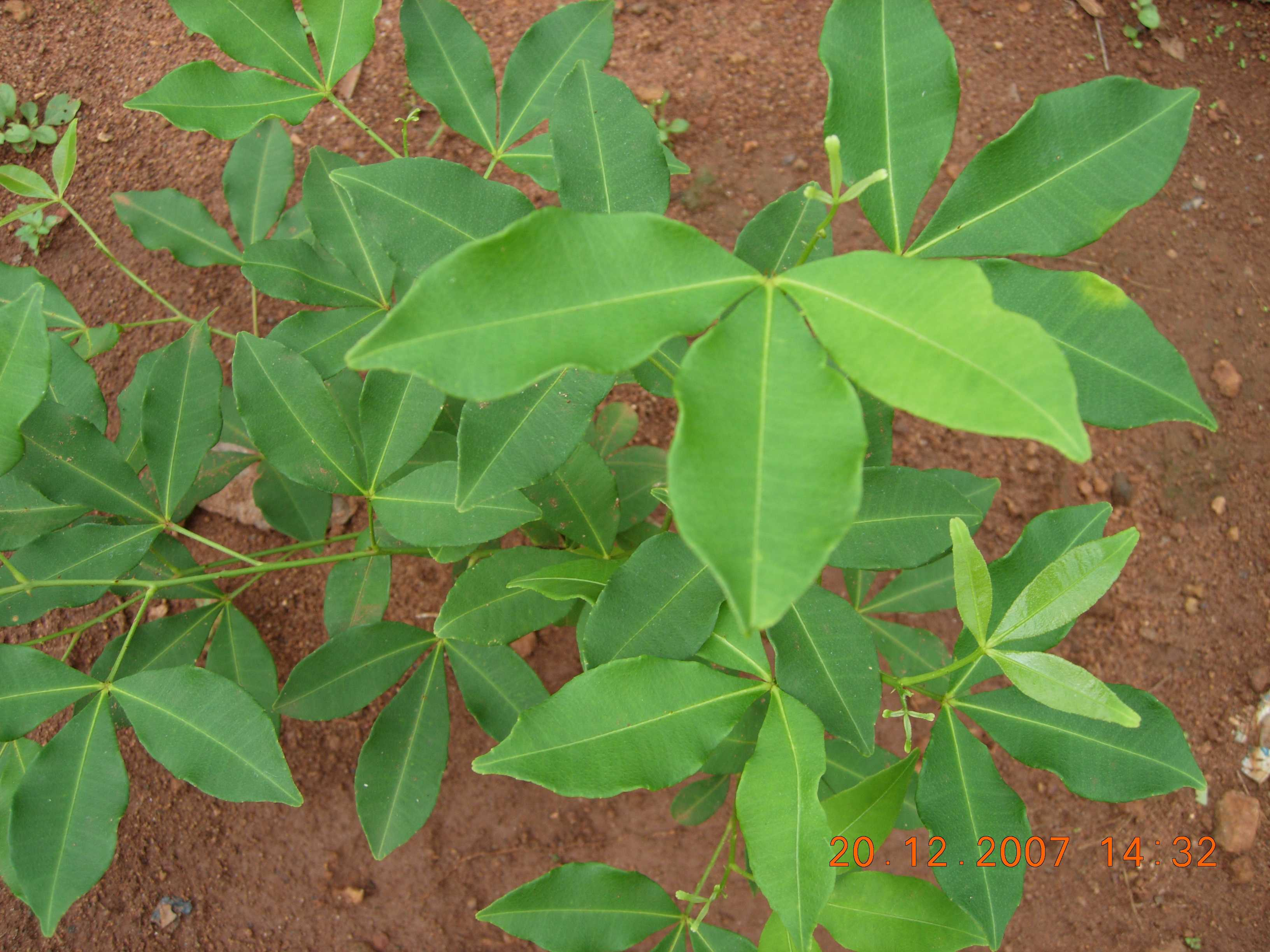
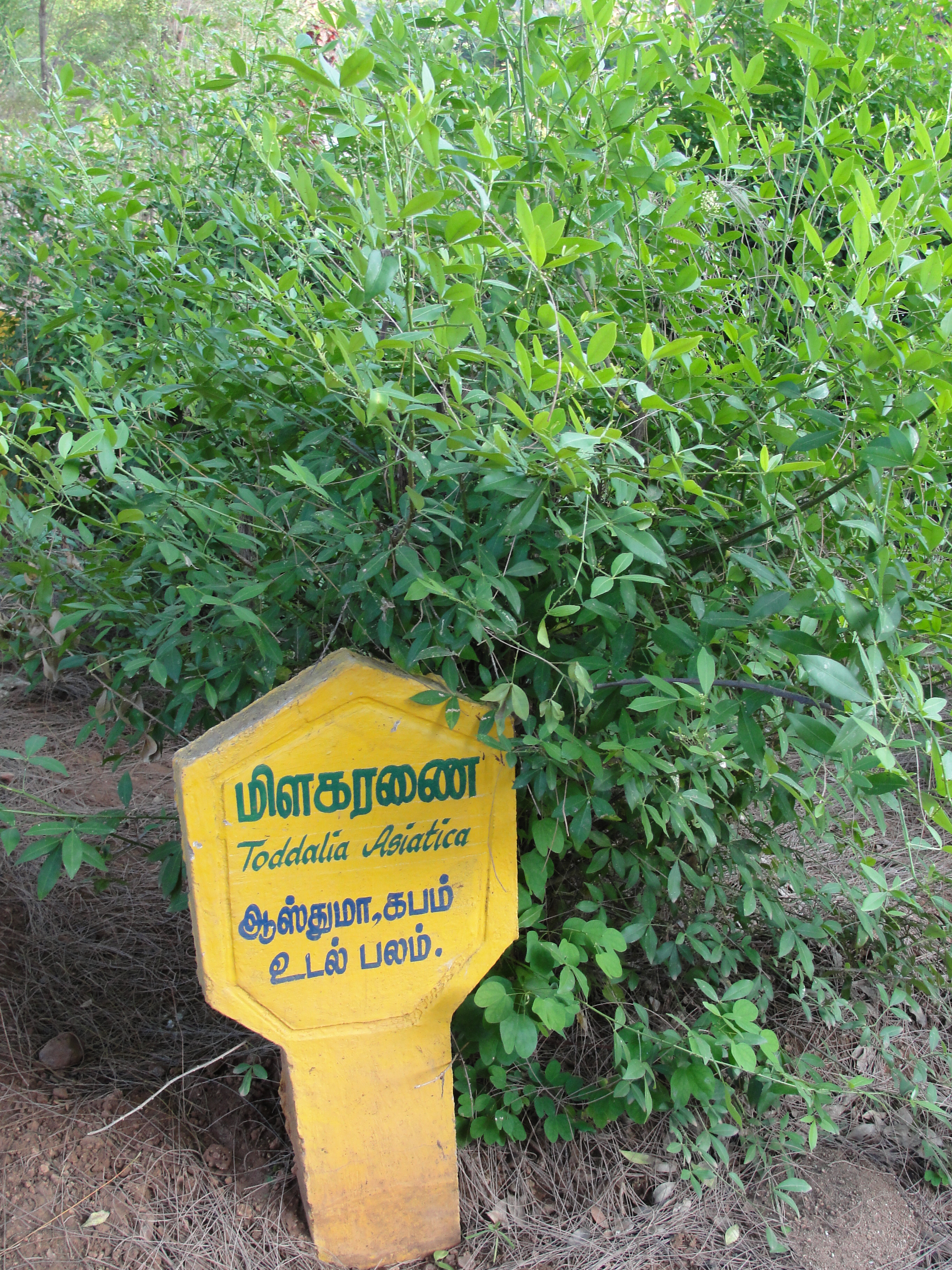